# Sacleuxia
Sacleuxia es un género perteneciente a la familia de las apocináceas con dos especies. Es originario de África donde se encuentra en Kenia y Tanzania.

## Descripción
Son arbustos erectos; sus órganos subterráneos lo constituyen un patrón de partes leñosas o tuberosas. Los brotes son de color rojizo. Las hojas sésiles; de 9 cm de largo, y  1,4 cm de ancho, lineales a ovadas, basalmente cordadas, el ápice acuminado, glabras, con el cuello interpetiolar inflado y dentado, o con adornos.
Las inflorescencias son axilares, simples,  largamente pedunculadas, los pedúnculos mucho más largos que los pedicelos que son cortos. 

## Especies
- Sacleuxia newii (Benth.) Bullock
- Sacleuxia salicina Baill.